# Anaconda (slang)
De anaconda (Eunectes murinus), is een slang uit de familie reuzenslangen (Boidae).
De anaconda heeft een groene tot bruine kleur en grote, ronde, donkere vlekken over het gehele lichaam. De slang is een bewoner van vochtige regenwouden in noordelijk Zuid-Amerika. Het is een waterminnende soort; vooral de oudere exemplaren bewegen zich voornamelijk zwemmend voort. De habitat bestaat uit de oevers van grote rivieren en rivierarmen en de soort heeft een duidelijke voorkeur voor moerassen. De slang komt in delen van het verspreidingsgebied nog algemeen voor.
Het voedsel bestaat uit allerlei dieren zoals zoogdieren, vogels en andere reptielen. De anaconda kan grote prooidieren aan zoals herten en krokodilachtigen. Volwassen exemplaren hebben geen natuurlijke vijanden meer. De soort wordt bedreigd door de mens: de huid en het vlees van de slang zijn veel geld waard.
De anaconda is de zwaarste slang ter wereld. Twee soorten pythons kunnen nog langer worden, maar ze worden nooit zo zwaar. De anaconda is levendbarend; als de jongen ter wereld komen, zijn ze al 70 centimeter tot een meter lang.

## Naamgeving en taxonomie
Er zijn verschillende Nederlandstalige namen voor de soort, zoals reuzenanaconda, gewone anaconda, groene anaconda, zuidelijke groene anaconda of waterboa. De naam anaconda is afgeleid van 'anaikolra', dat uit het Tamil komt en 'olifantendoder' betekent. Omdat Sri Lanka ver van Zuid-Amerika ligt, is deze naam waarschijnlijk ooit gegeven aan de netpython (Malayopython reticulatus) en wordt hij nu gebruikt voor deze soort, die ongeveer even lang wordt. In Suriname wordt de anaconda 'aboma' genoemd.
De wetenschappelijk naam van de soort werd in 1758 als Boa murina gepubliceerd door Carl Linnaeus. Linnaeus gaf zelf geen enkele beschrijving, maar verwees naar Musei Ichthyologici van Laurens Theodorus Gronovius, die op zijn beurt verwees naar twee afbeeldingen uit het werk van Albertus Seba, en een afbeelding door Johann Jakob Scheuchzer, en Linnaeus citeerde een daarvan ook zelf: plaat 29, figuur 1 van Seba. In 1802 gaf Pierre André Latreille onafhankelijk van Linnaeus een beschrijving van een soort op basis van de huid van een dier dat afkomstig was uit Cayenne, en noemde die Boa gigas, en in 1824 gaf Maximilian zu Wied-Neuwied een beschrijving van een soort uit Brazilië, die hij de naam Boa aquatica gaf, onder verwijzing naar een door hemzelf elders gepubliceerde afbeelding. Beide namen worden nu als synoniemen van Boa murina beschouwd. In 1830 plaatste Johann Georg Wagler de soort in het geslacht Eunectes.
Populaties van dieren in het noordelijke deel van het areaal werden in 2024 aan een nieuwe soort toegekend; de noordelijke groene anaconda.

## Verspreiding en habitat

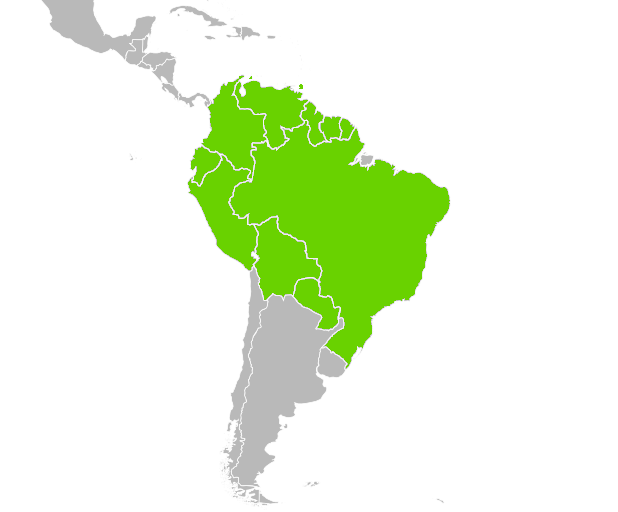
Verspreiding van de anaconda in Zuid-Amerika. In de groengekleurde landen komt de anaconda voor; de kaart toont dus niet het exacte verspreidingsgebied.

De anaconda komt voor in delen van noordelijk en centraal Zuid-Amerika ten oosten van de Andes. Het verspreidingsgebied strekt zich uit van ongeveer 10 graden noorderbreedte tot 26 graden zuiderbreedte. Uit het verleden zijn er waarnemingen bekend tot 30 graden zuiderbreedte. In het noorden komt de slang voor in Venezuela en het zuidelijkste deel van het verspreidingsgebied is gelegen in Paraguay. Verder komt de anaconda voor in de landen Bolivia, Brazilië, Colombia, Ecuador, Frans-Guyana, Guyana, Peru, Suriname en Trinidad en Tobago.
Over de precieze verspreiding is wat discussie, onder andere over het voorkomen in Suriname. De Reptile Database, veel gebruikt als bron voor de verspreiding van reptielen, vermeldt Suriname niet als deel van het verspreidingsgebied, terwijl de anaconda daar zowel in 2002 als 2003 is aangetroffen als wijdverspreide bewoner van de rivierdelta's aan de kust. Van de exemplaren uit Suriname is bekend dat ze langs de kust in de zee kunnen worden aangetroffen, wat duidt op een zekere tolerantie voor zout water. Verder is er een beschrijving bekend van een exemplaar uit Argentinië, maar algemeen wordt aangenomen dat de anaconda daar niet voorkomt.
Het verspreidingsgebied kan ook beschreven worden als het geheel van de riviersystemen waarin de slang is aangetroffen. De anaconda komt voornamelijk voor in het stroomgebied van de rivieren de Amazone en de Orinoco, maar ook in veel rivieren die hierin uitmonden. In Bolivia is de anaconda voornamelijk te vinden langs de rivieren die noordwaarts stromen en uitmonden in de Amazone. In het rivierenrijke Brazilië is de anaconda vrijwel in alle deelgebieden van het land aan te treffen. In Colombia komt de soort voor in de rivieren die naar de Amazone leiden en hij komt niet voor in het noordwesten van het land. In Ecuador is de anaconda alleen bekend in de omgeving van de rivieren Napo en Tiputini, in het oostelijke deel van het land ten oosten van de Andes. In Trinidad en Tobago komt de anaconda alleen voor op Trinidad en alleen in laaggelegen, moerassige delen. In Guyana is de anaconda aangetroffen bij de rivieren Essequibo en Takatu.

### Habitat
Het deel van Zuid-Amerika waar de anaconda leeft, wordt het neotropisch gebied genoemd. De habitat van de slang bestaat uit vochtige, tropische loofbossen, maar alleen in de zeer vochtige delen van het bos in de nabijheid van water. Ook moerassen zijn een geschikt habitat en zelfs graslanden – mits deze een groot deel van het jaar onder water staan. De anaconda leeft altijd in de buurt van water; grotere exemplaren van meer dan enkele meters lang zijn simpelweg te zwaar om zich nog over grotere afstanden op het land te verplaatsen. Hierdoor is de slang alleen in laaggelegen gebieden te vinden en nooit in hogere delen zoals bergbossen. De slang wordt soms aangetroffen in de nabijheid van menselijke bewoning; bekend is dat de anaconda op pluimvee jaagt.

## Uiterlijke kenmerken

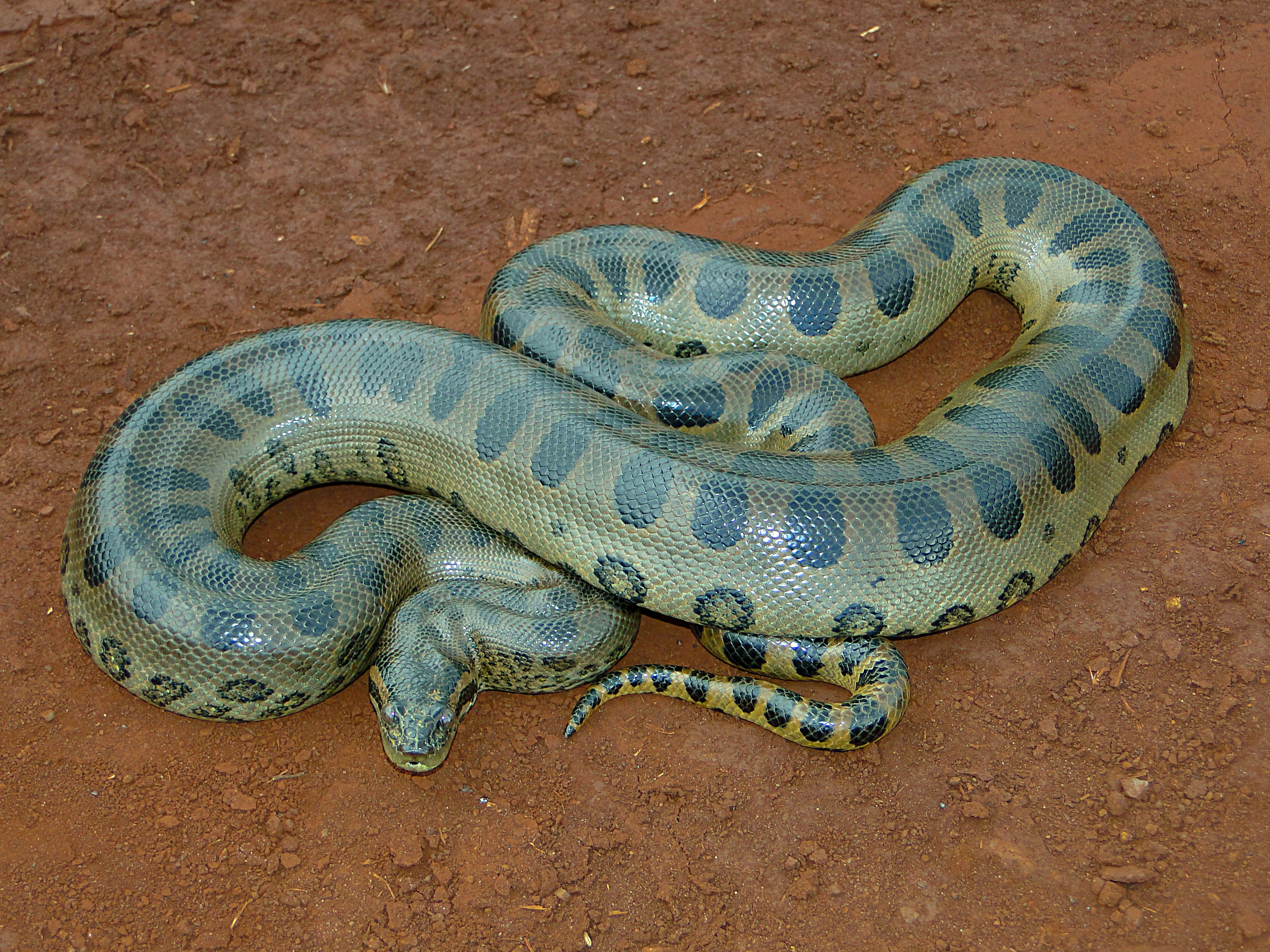
De anaconda heeft een variabele kleur met zwarte vlekken.

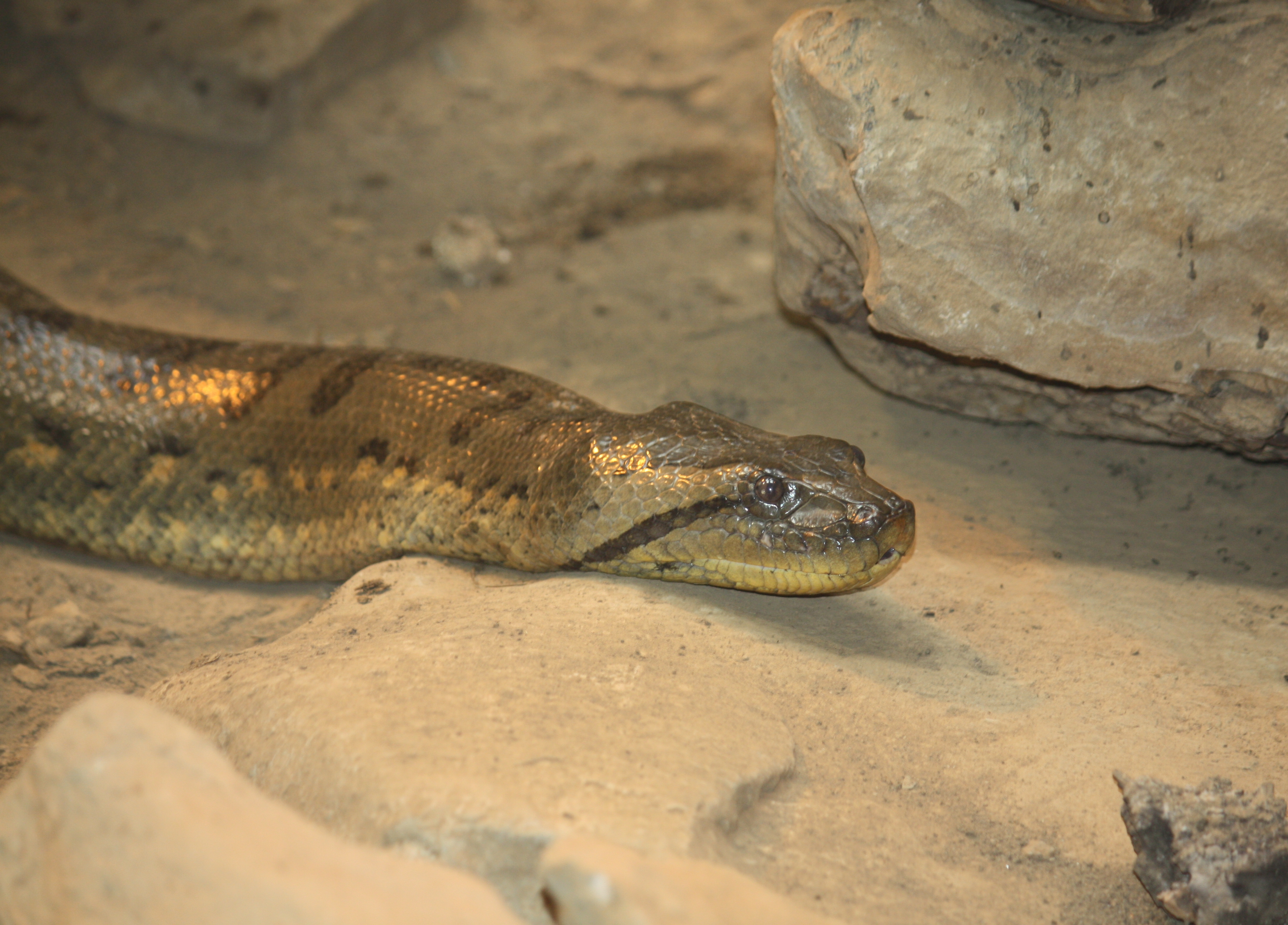
Kop met bovenstaande ogen en duidelijke kopstreep.

De anaconda heeft een bruingroene basiskleur met grote, ronde, zwarte vlekken. De vlekken aan de rugzijde van het lichaam zijn geheel donker, maar op de flanken hebben de vlekken in het midden vaak een gele kleur, zoals aan de buikzijde. De buikzijde is lichter tot witgeel van kleur en heeft vele donkere vlekjes die veel kleiner zijn dan de dorsale vlekken. Door het vlekkenpatroon heeft de anaconda een goede camouflage in het water maar ook als het dier op de oever ligt te zonnen. De Tsjechische herpetoloog Zdeněk Vogel omschreef een groot exemplaar eens als een bruingroene modderhoop met zwarte vlekken.
De slang heeft een grote driehoekige kop die altijd een geprononceerde zwarte streep heeft aan de zijkant; van de achterzijde van het oog naar de achterzijde van de bek. De bek is zeer breed. De schubben aan de lip bevatten geen groeven met warmtereceptoren zoals die bij andere reuzenslangen voorkomen. De ogen zijn relatief klein en oranjebruin van kleur en hebben een verticale pupil. Om net zoals veel krokodilachtigen boven water te kunnen zien en ademen, terwijl de rest van het lichaam onder water kan worden gehouden, zijn de ogen duidelijk meer aan de bovenzijde van de kop gepositioneerd in vergelijking met andere slangen en zijn de neusgaten aan de top van de snuitpunt gelegen. Hierdoor kan het reptiel ongezien zijn prooi besluipen en een verrassingsaanval uitvoeren.
De gemiddelde lengte van de anaconda is 3 tot 6 meter. De soort kent een sterke seksuele dimorfie waarbij het vrouwtje twee keer zo groot wordt als het mannetje; de mannetjes bereiken een lichaamslengte van ongeveer 3 meter, maar de vrouwtjes worden gemiddeld 5 tot 6 meter lang. Het lichaamsgewicht van mannetjes is aanzienlijk lager dan dat van vrouwtjes van eenzelfde leeftijd. Omdat slangen, net als andere reptielen, hun gehele leven blijven doorgroeien, is er naast de dimorfie ook een groot verschil tussen de gemiddelde lichaamslengte en de maximale lichaamslengte. De grootste exemplaren worden echter nooit langer dan 8 meter.
Omdat de slang veel dikker wordt dan de netpython, een van de langste slangen ter wereld met lengtes tot boven de 9 meter, is de anaconda zonder meer de zwaarste slang ter wereld; een volwassen anaconda van 6 meter kan ongeveer 200 kilo zwaar worden, maar langere exemplaren kunnen nog veel zwaarder worden. De omtrek van een groot vrouwtje kan meer dan 100 centimeter bedragen. Over de afmetingen van de anaconda zijn veel fabels bekend, zie ook de sectie "In de cultuur". De enige slang die de anaconda benadert met dergelijke afmetingen en gewicht is de Centraal-Afrikaanse rotspython (Python sebae) die ook zeer groot kan worden en door het forser gebouwde lichaam ook veel zwaarder wordt dan een slang van een gelijkende lengte.
Het gehele lichaam is voorzien van gladde, niet gekielde schubben, uitgezonderd de cloaca. De dorsale schubben zijn gegroepeerd in vele naast elkaar gelegen schubbenrijen in de lengterichting; de ventrale schubben bestaan, net als bij andere slangen, uit een enkele rij zeer brede buikschubben. De cloaca heeft twee zogenaamde 'sporen': restanten van de achterpoten die gebruikt worden tijdens de paring. De cloaca dient zowel als geslachts- als uitscheidingsorgaan en markeert tevens het einde van het lichaam en het begin van de staart. De staart heeft schubbenrijen aan zowel de boven- als onderzijde.
Van de andere soorten uit het  geslacht Eunectes heeft de dwerganaconda (Eunectes notaeus) een gele basiskleur en blijft veel kleiner. Eunectes deschauenseei komt voor in Noordoost-Brazilië en Frans-Guyana. Eunectes beniensis, ten slotte, is endemisch in Bolivia.

## Voedsel

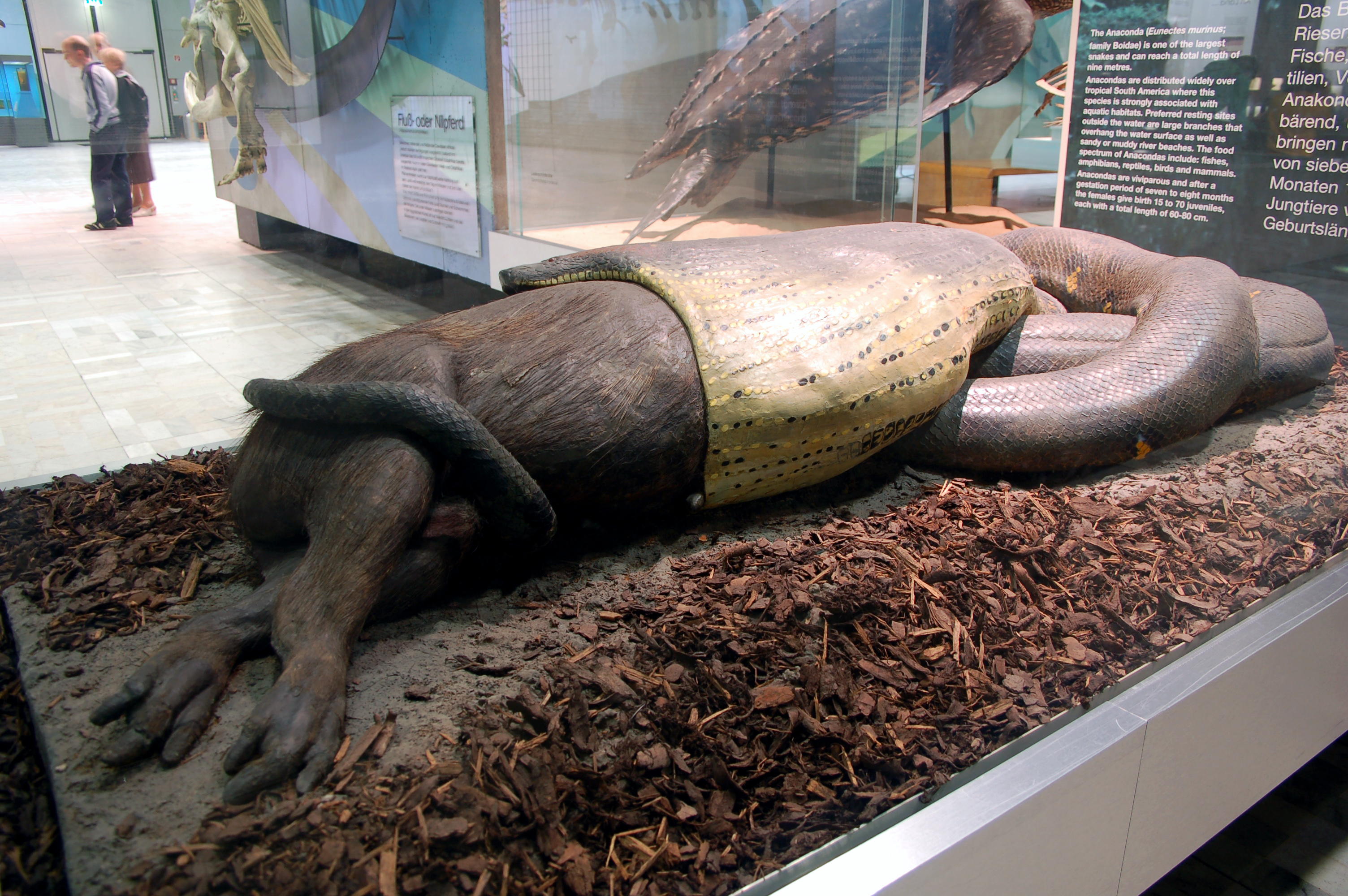
Anaconda eet een capibara.
Object in Naturmuseum Senckenberg.

De anaconda is een carnivoor die jaagt op andere dieren. De jongere slangen hebben door hun geringe lichaamslengte kleinere prooien op het menu staan dan de volwassen exemplaren. Ze leven van kleinere gewervelden zoals vogels, vissen en kikkers; van de boomkikker Cruziohyla craspedopus is bekend dat deze op het menu staat van de anaconda.
Volwassen anaconda's eten grotere prooien en ondanks het feit dat oudere exemplaren in het water leven, bepalen vissen slechts een klein deel van het menu. De anaconda leeft voornamelijk van vogels zoals watervogels, reptielen als schildpadden, andere slangen en krokodilachtigen en met name van zoogdieren die langs het water leven. Onder andere van de capibara (Hydrochaeris hydrochaeris) en de laaglandtapir (Tapirus terrestris) is beschreven dat ze worden gegeten. Ook pekari's en kleine herten staan op het menu van de slang.
Van oudere vrouwelijke anaconda's is bekend dat ze niet terugdeinzen om de kleinere mannetjes op te eten. Er zijn verschillende waarnemingen bekend waarbij een zojuist bevrucht vrouwtje het mannetje verslindt. Deze vorm van kannibalisme komt ook voor bij andere dieren; bij bidsprinkhanen bijvoorbeeld dient het mannetje na de paring als voedsel voor het vrouwtje, voor de groei van de embryo's. Ook bij anaconda's dient dit gedrag waarschijnlijk om een voedselreserve aan te leggen, dat ten goede komt aan de ontwikkeling van de embryo's tot kleine slangen die direct zelfstandig kunnen leven. Er is zelfs een theorie dat vrouwtjes die op zoek zijn naar een maaltje de geurstoffen van andere vrouwtjes volgen om zo mannetjes te verschalken. Vrouwtjes die mannetjes zoeken om mee te paren gebruiken hiervoor lokstoffen die de mannetjes aantrekken.
Als het prooidier dood is moet deze in één keer worden doorgeslikt aangezien de slang een prooi niet in stukken kan scheuren. De anaconda moet hiertoe de kopzijde bepalen en deze als eerste inslikken. Prooidieren hebben meestal haren, stekels of veren en komen vast te zitten in de keel als ze tegen de richting van de bevedering of beharing in worden doorgeslikt, waarbij de slang de prooi weer moet uitbraken. Na een grote maaltijd kan een anaconda maandenlang zonder eten. De slang zal regelmatig een zonnebad nemen na het verschalken van een dergelijke prooi; door de zonnewarmte stijgt de lichaamstemperatuur, wat de spijsvertering aanzienlijk bevordert.

### Jacht

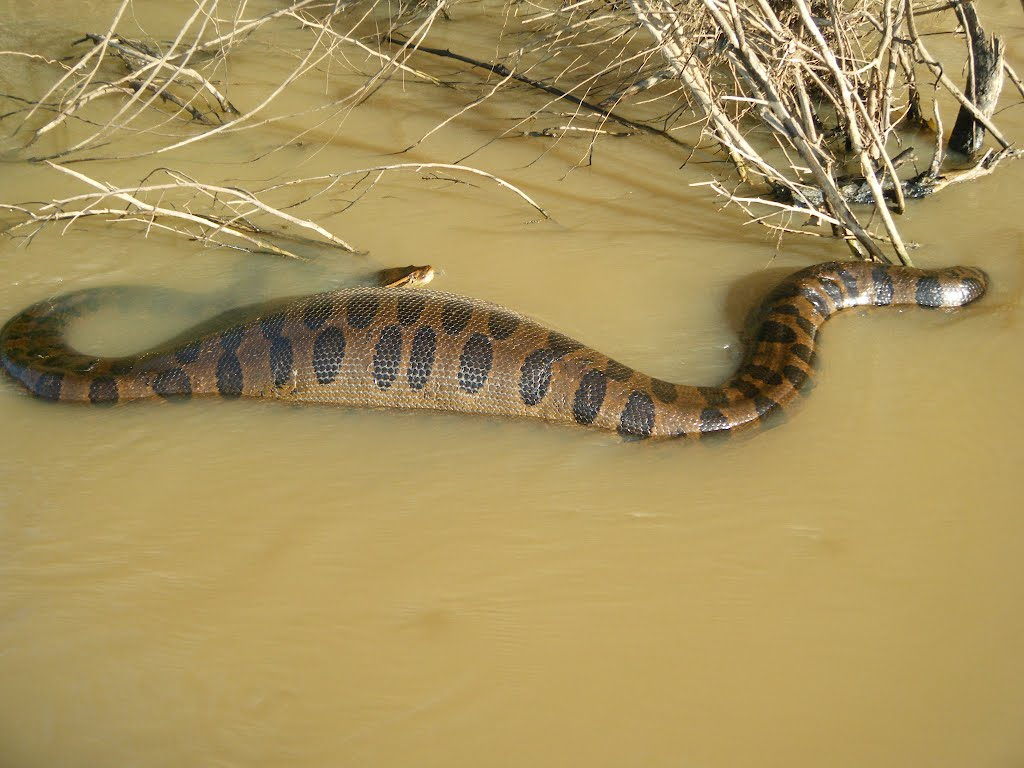
De volwassen anaconda jaagt in het water, hier een goed doorvoed exemplaar in Parque Estadual Aguapeí, Brazilië.

De anaconda is voornamelijk overdag actief maar wordt ook wel 's nachts kruipend aangetroffen. De anaconda heeft twee manieren om te jagen, die enigszins samenhangen met het gewicht van de slang. De juvenielen zijn als ze ter wereld komen al meer dan een halve meter tot een meter lang, maar ze zijn nog dun en licht. Ze hebben wat helderder kleuren dan de volwassen exemplaren zodat ze beter gecamoufleerd zijn in de takken van planten. Ze jagen het liefst van enige hoogte op een tak of struik. Een langslopende prooi wordt van boven benaderd, waarna de anaconda zich op het slachtoffer stort en het lichaam eromheen kronkelt. Jonge anaconda's begeven zich niet in het water omdat ze hier kwetsbaar zijn voor roofdieren.
Oudere dieren die een lichaamslengte hebben van meer dan enkele meters, en dan vooral de forsere vrouwtjes, zijn te zwaar om zich in takken te bewegen en worden terrestrisch: ze nemen een landbewonende levenswijze aan. Nog grotere exemplaren kunnen het erg zware lichaam van meer dan 150 kilo zelfs niet meer over land slepen en zijn voor hun voortbeweging op het water aangewezen; ze zwemmen door het lichaam in sinusachtige lussen te bewegen. Tijdens de jacht liggen ze half onder de waterspiegel. Het lichaam van de slang is hierop aangepast; de ogen staan aan de bovenzijde van de kop zodat de slang alleen de ogen boven water uit kan steken terwijl de rest van het lichaam is ondergedoken, en het olijfgroene, gevlekte lichaam is goed gecamoufleerd in het water. De slang maakt dan ook meestal gebruik van een hinderlaag; als een prooidier langskomt, bijvoorbeeld om te drinken, slaat de slang razendsnel toe. De anaconda wikkelt het gespierde lichaam om de buitgemaakte prooi waarbij deze door meerdere lichaamskronkels wordt omsloten. De anaconda is niet giftig en wurgt zijn prooi; iedere keer als deze uitademt trekt de slang zijn lichaamskronkels iets strakker aan. De prooi sterft uiteindelijk door versmachting, of door verdrinking als de anaconda zijn buit onder water weet te sleuren.

## Vijanden

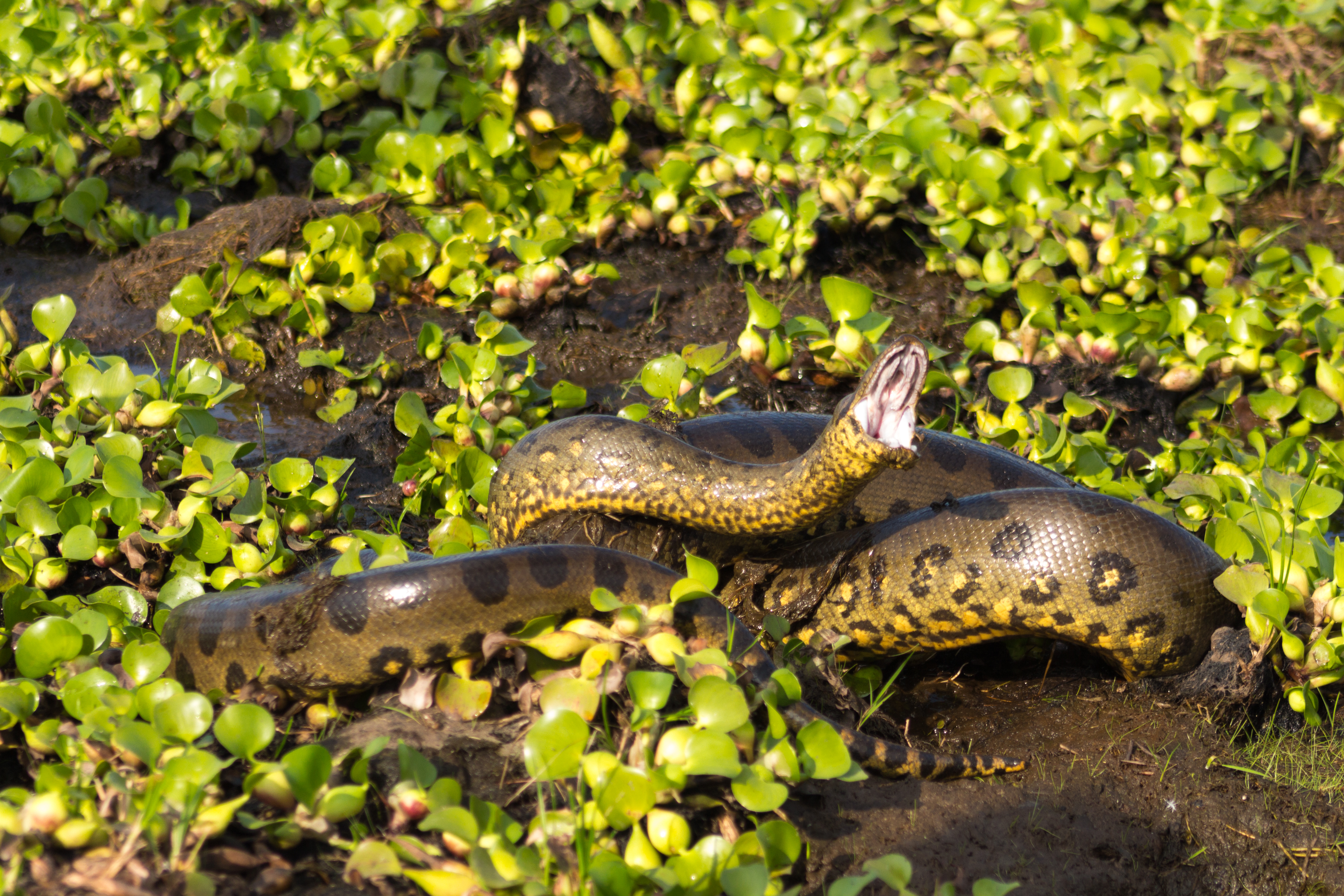
Dreighouding van een exemplaar uit Hato El Cedral, Venezuela.

De volwassen slang heeft geen natuurlijke vijanden meer en heeft alleen te lijden van parasieten zoals wormen, teken en mijten. De jonge anaconda's zijn al relatief groot bij hun geboorte maar zijn kwetsbaar voor grote vissen, roofvogels, andere slangen, zoogdieren en krokodilachtigen.
De anaconda kent naast vijanden die op de slang jagen ook voedselconcurrenten die hetzelfde voedsel als de anaconda buitmaken en zo de slang beconcurreren. De boshond (Speothos venaticus) en de jaguar (Panthera onca) bijvoorbeeld zijn rovende zoogdieren die onder andere de capibara op het menu hebben staan. De reuzentoekan (Ramphastos toco) eet net als de anaconda verschillende soorten kikkers.
De belangrijkste vijand van de anaconda is de mens, die op verschillende manieren een negatieve invloed heeft. De slang wordt gedood uit voorzorg omdat mensen bang zijn voor de anaconda. Ook wordt door landbouwactiviteiten het leefgebied vernietigd en worden prooidieren zeldzamer door overbejaging door mensen.

## Voortplanting
In de droge tijd zoeken de mannetjes de vrouwtjes op voor de voortplanting. De vrouwtjes lokken de mannetjes met geurstoffen die vaak meerdere mannetjes aantrekken. Bij vrijwel alle andere reptielen breekt een hevig gevecht uit als meerdere mannetjes elkaar tegenkomen maar mannelijke anaconda's negeren elkaar echter volledig en kunnen een vrouwtje geheel bedekken doordat vele mannetjes zich om haar heen kronkelen. Het geheel wordt een paringsbal genoemd; er zijn weleens 12 mannetjes omstrengeld rond een enkel vrouwtje aangetroffen.
De zwangere vrouwtjes zonnebaden vaak om zo de lichaamstemperatuur te verhogen en de ontwikkeling van de embryo's te versnellen. De anaconda is levendbarend wat betekent dat de jongen levend ter wereld komen en er geen eieren worden afgezet. De draagtijd is lang en kan zes tot ruim negen maanden bedragen. Veel levendbarende reptielen brengen een klein aantal nakomelingen voort, maar de anaconda is hierop een uitzondering. De slang kan per keer 20 tot 30 jongen baren maar dit kan oplopen tot 80. Het aantal nakomelingen is afhankelijk van de grootte van het vrouwtje en haar voedselreserves.
Als de jongen ter wereld komen zijn ze direct in staat om voor zichzelf te zorgen. De pasgeborenen hebben een lichaamslengte van 60 centimeter tot bijna een meter. De anaconda kent geen broedzorg en de juvenielen gaan zodra ze ter wereld komen hun eigen gang. De jonge anaconda's groeien snel, vooral de mannetjes. Mannetjes worden al na twee tot drie jaar volwassen, bij de vrouwtjes duurt dit vier tot vijf jaar. Zodra de volwassenheid wordt bereikt groeit de slang steeds langzamer. De anaconda heeft een levensverwachting van ongeveer 20 jaar in het wild. Van in gevangenschap gehouden exemplaren is bekend dat een leeftijd tot 29 jaar kan worden bereikt.

## In de cultuur

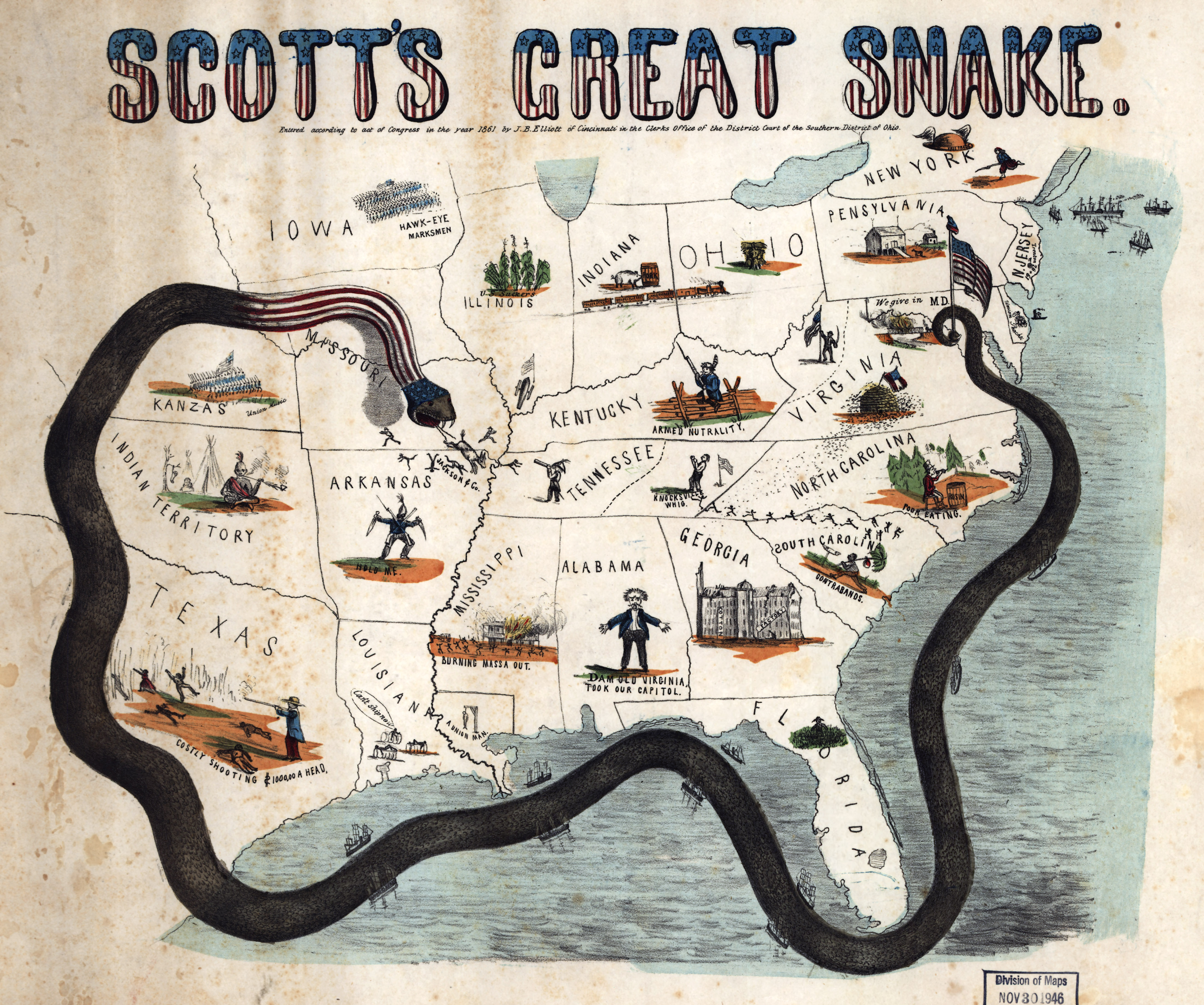
Cartoon van het anacondaplan uit 1861.

De anaconda wordt door de indrukwekkende gestalte vaak gezien als een angstaanjagend monster dat het liefst mensen eet. De slang is daarom een geliefd onderwerp in verhalen en films. De Tarumã en Huaorani denken bijvoorbeeld dat ze afstammen van de anaconda, van andere volkeren is bekend dat ze geloven dat de anaconda soms verandert in een boot met witte zeilen.
In de moderne tijd duikt de anaconda prominent op in de film Anaconda (1997) met een vervolg in 2004; Anacondas: The Hunt for the Blood Orchid. De slang is in deze sequels middels CGI-technieken gecreëerd.
De anaconda wordt ook wel gebruikt als metafoor voor een omklemming van een vijand, zoals het plan om de Amerikaanse Burgeroorlog te winnen van de Noordelijken om de Zuidelijken economisch te "wurgen". Deze maatregel werd in 1861 voorgesteld en werd aangeduid met de term anacondaplan.
Een bekend voorbeeld waarbij de anaconda aan het grote publiek werd getoond is de documentaire Jacaré uit 1942. Deze film was een reisverslag van een ontdekkingstocht van James Dannaldson, geregisseerd door Charles E. Ford. Vooral de aanval van een enorme anaconda in de film, die niet was geënsceneerd, maakte de film wereldberoemd. Veel mensen hadden nog nooit zo'n grote slang gezien.

### Reuzenslangen
De lengte van de anaconda is vaak sterk overdreven of er is geen hard bewijs voor een claim. De algemene maximumlengte die in de literatuur wordt gegeven bedraagt 9 tot 9,6 meter. In feite wordt de slang maximaal 8 meter lang. Er zijn wel afgeworpen vervellingshuiden gevonden die langer waren maar de slangenhuid wordt uitgerekt bij het afstropen ervan.
Dierenrecords worden alleen als zodanig geaccepteerd als het dier door verschillende biologen kan worden nagemeten, bijvoorbeeld museumexemplaren. Bij de anaconda is dit zeer lastig, omdat de slang moeilijk te vervoeren is in de moerassige leefomgeving onder tropische omstandigheden. Door de warmte vergaat het lichaam snel en het enorme lijf is moeilijk te conserveren.
De meeste claims zijn van een enkele bron afkomstig en worden niet serieus genomen. De grootste anaconda die ooit zou zijn gemeten werd aangetroffen bij het in Zuid-Amerika welbekende Lamon-Dunn record. Deze geologische expeditie was in 1944 in Oost-Colombia voor metingen en onderzoek aan ecosystemen. De anaconda die hier werd gevonden zou een lengte van 11,51 meter hebben; de lichaamslengte zou met een landmeterlint zijn gemeten. Dit exemplaar is geschoten door Britse militairen maar werd later niet meer aangetroffen op de plaats waar men het enorme dier had achtergelaten.
Eveneens beroemd is de vermelding van de Britse kolonel Percy Fawcett die in 1907 een slang van 62 voet (18,9 meter) doodschoot. In plaats van bewondering te oogsten werd Fawcett echter zijn leven lang als leugenaar bestempeld.
Ook veel andere exemplaren met een geschatte lengte van 15 meter of meer zijn wel 'beschreven' maar deze zijn nooit officieel gemeten maar waren gebaseerd op schattingen of verhalen van de lokale bevolking. De indianen die in het areaal van de slang leven, zien tunnelachtige openingen in de begroeiing met een doorsnede van twee meter echter ook aan voor holen van de anaconda.
Vanwege de vele claims betreffende de lichaamslengte heeft de New York Zoological Society in 1910 een premie uitgeloofd van 5000 Amerikaanse dollar voor een exemplaar van meer dan 10 meter. In die tijd was dit veel geld en tegenwoordig is de premie opgeschroefd naar $ 50.000 maar niemand heeft hier ooit aanspraak op gemaakt.